# Emile Verviers
Emile Gerard Hubert Verviers (Roosendaal, 24 oktober 1886 - Oisterwijk, 3 februari 1968) was een Nederlands econoom, fascist en nationaalsocialist.

## Jeugd en vorming
Verviers volgde de HBS te Bergen op Zoom, daarna studeerde hij staatsinrichting en staathuishoudkunde op MBO-niveau. Verviers was belijdend katholiek en werkte van 1908 tot 1911 bij de Katholieke Sociale Actie in Leiden. Daarnaast schreef hij artikelen voor het Katholiek Sociaal Weekblad en werkte hij van 1909 tot 1911 mee aan het katholieke dagblad De Maasbode. In 1911 vertrok Verviers uit Leiden en ging werken als leraar staathuishoudkunde aan middelbare scholen in o.a. 's-Hertogenbosch en Venlo. In juli 1914 promoveerde Verviers in Leuven in de sociale en economische wetenschappen met het proefschrift De Nederlandsche handelspolitiek tot aan de toepassing der vrijhandelsbeginselen. In 1918 werd hij privaatdocent aan de Leidse universiteit voor sociale en economische politiek, hoogleraar zou hij nooit worden. In Leiden raakte Verviers onder de invloed van het cultuurpessimisme van Oswald Spengler en G.J.P.J. Bolland. In die tijd streden socialisten voor het algemeen kiesrecht. Spengler en Bolland waren tegenstanders van dit algemeen kiesrecht en daarmee democratie. Beiden vonden dat de macht bij de elite behoorde te liggen, alleen de elite kon een land leiden, het volk zou te dom zijn om op basis van de ratio te beslissen. Het volk moest zich schikken binnen de maatschappelijke hiërarchie, voor hen was er de symboliek van het geloof. Verviers weigerde zich neer te leggen bij de ondergang van de Europese beschaving die deze cultuurpessimisten voorzagen. Hij wilde zijn ideeën uitdragen om anderen te overtuigen.

## Groei naar fascisme
Verviers had in de loop der tijd integralistische en conservatieve overtuigingen ontwikkeld. Het integralisme verzette zich o.a. tegen de scheiding van kerk en staat. Verder had hij een afkeer van socialisme, liberalisme, democratie en parlementarisme. Hij wilde de media gebruiken om zijn ideeën wereldkundig te maken. Op 3 april 1922 verscheen onder redactie van Verviers het eerste nummer van het blad Katholieke Staatkunde, een blad van conservatief-katholieke signatuur. De redactie van Katholieke Staatkunde zocht naar eigen zeggen naar alternatieven voor het democratisch falen. De toon van het blad was conservatief, traditioneel-katholiek en elitair. Het blad speelde een belangrijke rol in de zogenaamde herstelbeweging. De artikelen keerden zich tegen overheidsbemoeienis, socialisme, vakvereniging en het algemeen kiesrecht en propageerde de katholieke hiërarchie als remedie tegen nationale degeneratie. In navolging van Bolland vonden ze zichzelf mensen van de rede, het volk was echter te dom om tot de rede te komen. Het volk moest tevreden gesteld worden met symbolen (zoals de kerk) en zich schikken naar de kerkelijke en maatschappelijke hiërarchie. Verviers vond dat het volk een sterke leider nodig had en keek bewonderend naar Mussolini en diens fascisme.
De verschijning van Katholieke Staatkunde viel samen met de oprichting in maart 1922 van de Nieuwe Katholieke Partij (NKP), dat in overtuiging overeenkwam met het blad. De NKP en Katholieke Staatkunde waren beide te zien als uiting was van maatschappelijke onvrede. In de geest van het interbellum koos de NKP partij tegen het individualisme en het collectivisme, tegen liberalisme en socialisme. Priester Wouter Lutkie was een belangrijke figuur in deze beweging, hij stelde dat de NKP een beweging was die het mogelijk maakt wat tot nu toe onmogelijk lijkt, te weten, dat men antikapitalistisch kan zijn zonder tot socialisme te vervallen. De katholieke kerk was niet onvertogen enthousiast over de NKP noch over het blad Katholieke Staatkunde. De aartsbisschop van Utrecht veroordeelde het optreden van de NKP, mede hierdoor verdween de partij al spoedig van het politieke toneel. Verviers ging in zijn tijdschrift door met het uitventen van zijn op katholiek integralisme geënte denkbeelden. Vanaf december 1922 werkte Wouter Lutkie mee aan het blad onder het pseudoniem Expectans. In Katholieke Staatkunde van 30 november 1922 - exact één maand nadat Mussolini zijn eerste kabinet vormde - schreef Verviers in het hoofdartikel 'De fascisten' lovend over het nieuwe fascistische regime in Italië, dat precies in zijn straatje paste. Het blad oogstte daarmee zware kritiek van katholieke zijde: de denkbeelden strookten volgens de kerk niet met de katholieke leer. Katholieken moesten zich organiseren in de Roomsch-Katholieke Staatspartij (RKSP) vond de kerk en niet een campagne beginnen tegen democratische verkiezingen. Eind 1923 liet mgr. A.F. Diepen, bisschop van Bisdom 's-Hertogenbosch, zich negatief uit over het tijdschrift Katholieke Staatkunde. Verviers liet daarop het predicaat 'katholiek' vallen en kondigde op 22 november 1923 de stichting aan van het Genootschap voor Opbouwende Staatkunde, vanaf 3 januari 1924 verscheen het weekblad Katholieke Staatkunde onder de nieuwe naam Opbouwende Staatkunde. De redactie werd nadien een tijdlang geleid door Lutkie, Verviers' naam verdween uit de kolommen.

## Overgang naar nationaalsocialisme
Omstreeks 1933 werd Verviers lid van ir. A.A. Musserts Nationaal-Socialistische Beweging (NSB). Hij nam zitting in de Raad van Katholieken van die beweging, die al snel met de plechtige veroordeling door het conservatieve r.k. episcopaat te maken kreeg. In december 1934 trad hij publicistisch weer naar voren als redacteur van het zich onafhankelijk noemende maandblad Nieuw-Nederland. In werkelijkheid was het een orgaan van de NSB. Begin 1936 kreeg het blad een driehoofdige leiding; naast Verviers traden de NSB'ers mr. Robert van Genechten en E.J. Roskam als redacteur op. In juli 1936 trok Verviers zich terug uit de redactie.
Na zijn uittreding riep Verviers, hoogstwaarschijnlijk met medeweten van de NSB-leiding, een Bureau voor Economische Ordening in het leven; dit zou voorlichting en leiding moeten geven op de weg naar een corporatieve samenleving. Uit dit Bureau ontstond op 24 juli 1936 de Nederlandse Werkgemeenschap (NWG), waarin Verviers een leidende rol heeft gespeeld. De NWG stichtte een huurdersgemeenschap, die de contribuanten woningen ter beschikking zou gaan stellen beneden de normale huurwaarde. Ter bestrijding van de jeugdwerkloosheid werd eind 1937 besloten tot de inrichting van het werkkamp 'De Scheepsstal' tussen Helmond en Bakel. In 1938 werd overgegaan tot de stichting van een werkfonds, dat obligaties zou uitgeven. In 1938 werd een visserijgemeenschap in het leven geroepen die zou werken onder de naam 'Werk en Vreugd'. Ze zou motorkotters op stapel doen zetten ten behoeve van werkloze vissers. In de pers werden doen en laten van de NWG met argusogen gevolgd. Met name in de sociaaldemocratische pers werd hevig geageerd tegen deze 'beweging', die immers grotendeels in handen was van NSB'ers en hun sympathisanten. In de bezettingstijd werd er, nu van nationaalsocialistische kant, tegen het NWG geschreven. Begin 1942 verdween de NWG onder druk van zowel Mussertiaanse als Duitse zijde. In de bezettingsjaren heeft Verviers verder geen rol gespeeld en niet actief met de Duitsers gecollaboreerd; hij trok zichzelf terug uit de maatschappij. Na de oorlog speelde Verviers nauwelijks een rol van betekenis in de Nederlandse politiek en wetenschap. Wat hij na 1945 over economische, sociale en religieuze wereldsituaties op schrift stelde, werd nimmer uitgegeven. Hij verzoende zich met de R.K. Kerk en stierf in 1968 in Oisterwijk.

## Publicaties
- De Nederlandsche handelspolitiek tot aan de toepassing der vrijhandelsbeginselen
- De draagwijdte der individuele wilsbepaling in het economische leven
- De kentering in het materialistisch denken
- Economische aspect der vloeibare brandstoffen
- Talrijke artikelen in diverse tijdschriften en dagbladen, zoals het Katholiek Sociaal Weekblad, De Economist, Economisch-Statistische Berichten, De Maasbode, Katholieke Staatkunde, Opbouwende Staatkunde, Vaderlandse Kroniek, Nieuw-Nederland, Werk en Vreugd

- Biografisch Portaal: 20347871
- Digitale Bibliotheek voor de Nederlandse Letteren: verv041
- Gemeinsame Normdatei: 1130791866
- International Standard Name Identifier: 0000 0000 4709 7015
- Library of Congress Control Number: no2007102533
- Nederlandse Thesaurus van Auteursnamen: 070929165
- Virtual International Authority File: 61330535
- WorldCat: E39PBJrGvGcYBPfy9C6R6xF3Qq

 Portaal: Fascisme en nationaalsocialisme in Nederland · Fascisme · Nationaalsocialisme